# 卡杜伊区
卡杜伊区（俄语：Кадуйский район）是俄罗斯联邦沃洛格达州下辖的一个区，其行政中心为卡杜伊。据2016年统计，该区的人口为17032人。